# الدوري البرتغالي الدرجة الثانية 2001–02
الدوري البرتغالي الدرجة الثانية 2001–02 هو موسم من الدوري البرتغالي الدرجة الثانية. فاز فيه نادي كوفيليا.